# Miyuki
Miyuki (jap. みゆき) ist eine Manga-Serie des japanischen Zeichners Mitsuru Adachi. Die romantische Komödie, die sich dem Seinen-Genre zuordnen lässt und über 2100 Seiten umfasst, erschien von 1980 bis 1984 und wurde auch als Anime-Fernsehserie umgesetzt.
Die Serie Miyuki beschreibt eine Dreiecksbeziehung zwischen den Hauptfiguren Masato Wakamatsu, seiner Stiefschwester Miyuki Wakamatsu und Masatos Schulfreundin Miyuki Kashima.

## Handlung
Masato Wakamatsus (若松 真人) Stiefschwester Miyuki (若松 みゆき), die ihr bisheriges Leben in Kanada verbracht hat, kommt als 16-jähriges Mädchen zurück nach Tokio. Sie wohnt dort mit ihrem Bruder Masato alleine im Haus ihrer Eltern. Ihr Vater muss in Kanada arbeiten und hat keine Zeit für die Jugendlichen.
Masatos Freundin Miyuki Kashima (鹿島 みゆき) hat den gleichen Vornamen wie seine Schwester und beide haben am 24. Februar Geburtstag. Masato schwankt nun in seiner Liebe zwischen seiner Stiefschwester, die er nicht als seine Schwester empfindet, da sie sich erst als Teenager richtig kennenlernen, und ihrer gleichnamigen Schulfreundin. Dadurch kommt es zu allerlei Verwirrungen.
Miyuki Wakamatsu hat auch drei Verehrer: Ryūichi Masaki (間崎 竜一), ein „Schulfreund“ von Masato; Torao Nakata (中田 虎夫), ein 33-jähriger Sportlehrer und Altjunggeselle, der noch bei seiner Mutter wohnt; und Yasujirō Kashima (鹿島 安次郎), Miyuki Kashimas Vater und ein Polizist mit Vorliebe für junge Mädchen. Alle drei wollen nur Miyuki, Masatos Schwester. Das passt Masato nicht, da sie doch seine Schwester ist, er selbst an ihr interessiert ist und er die Drei für Verbrecher hält. Masato versucht nun, seine Schwester von den dreien fernzuhalten, was aber nicht richtig gelingt, da seine Schwester sehr offenherzig ist.

## Veröffentlichungen
Miyuki erschien von 1980 bis 1984 in Einzelkapiteln im japanischen Manga-Magazin Shōnen Big Comic. Ab Januar 1981 fasste Shōgakukan diese Einzelkapitel auch in zwölf Sammelbände zusammen. Ab 1990 erschienen mehrere Neuauflagen.
1983 wurde die Manga-Serie mit dem Shōgakukan-Manga-Preis in der Kategorie Shōnen/Shōjo ausgezeichnet. Adachi gewann den Preis gleichzeitig für den Manga Touch.

## Anime-Serie
Kitty Film produzierte 1983 eine 37 Folgen beinhaltende Anime-Serie, die sich nahe am Manga hält. Regie führte Mizuho Nishikubo, das Charakterdesign entwarf Kazushige Yusa, und künstlerischer Leiter war Jinzaburō Kaiho. Die Serie wurde vom 31. März 1983 bis zum 20. April 1984 durch Fuji TV erstausgestrahlt. Am 16. September 1983 kam in Japan außerdem ein Film zur Serie in die Kinos.
Die Serie erschien unter anderem auch in Frankreich, Spanien und Italien. Von 1990 bis 1991 lief sie in Deutschland auf dem Fernsehsender Tele 5.

### Musik
Die Musik der Serie wurde von Lion Merry, Masamicz Amano und Fumitaka Anzai komponiert. Für den Vorspann des Animes wurde 10% no ame yōhō von H2O verwendet. Die Abspannlieder sind Omoide ga Ippai von H2O, Summer Holidays von Michiko Kawai und Good-bye Season von H2O.

## Anime-Kinofilm
Kitty Films ließ zudem einen Anime-Kinofilm zu Miyuki produzieren, der von Tōhō vertrieben wurde. Der 97 Minuten lange Film kam am 16. September 1983 in die japanischen Kinos. Regie führte Kazuyuki Izutsu, während das Drehbuch von Yumiko Takahoshi stammt. Wie der Stab, so wurden auch unterschiedliche Synchronsprecher verwendet.
Die Musik stammt von Keiichi Oku und Mitsuo Hagita. Als Vorspanntitel wurde Nanpū Dreaming (南風ドリーミング) gesungen vom Sprecher Masatos, Masatoshi Nagase, verwendet.

## Synchronisation
| Rolle            | Fernsehserie                 | Fernsehserie       | Kinofilm             |
| Rolle            | Japanischer Sprecher (Seiyū) | Deutscher Sprecher | Japanischer Sprecher |
| ---------------- | ---------------------------- | ------------------ | -------------------- |
| Masato Wakamatsu | Katsumi Toriumi              |                    | Masatoshi Nagase     |
| Miyuki Wakamatsu | Yōko Oginome                 | Julia Haacke       | Yukari Usami         |
| Miyuki Kashima   | Hiromi Tsuru                 | Michele Sterr      | Hiroko Mita          |

## Dorama
Am 4. August 1986 wurde von Fuji TV in Japan ein Dorama zum Manga ausgestrahlt. Regie führte Setsurō Wakamatsu, während Makoto Nonomura und Sonoko Kawai in den Hauptrollen auftraten.

## Rezeption
In der Zeitschrift Funime wird die Serie als eine der Perlen des Tele-5-Programms bezeichnet. Die Charaktere seien teils schrullig, aber sympathisch, und es werde leicht verständlich in das komplizierte Beziehungsgeflecht der Serie eingeführt. Neben der Romantik gebe es aber auch Komik und die Musik unterstütze gut die Stimmung. Die Serie sei trotz des recht hohen Alters noch immer sehenswert und biete gelungene und kurzweilige Unterhaltung.